# Benjamin Thompson

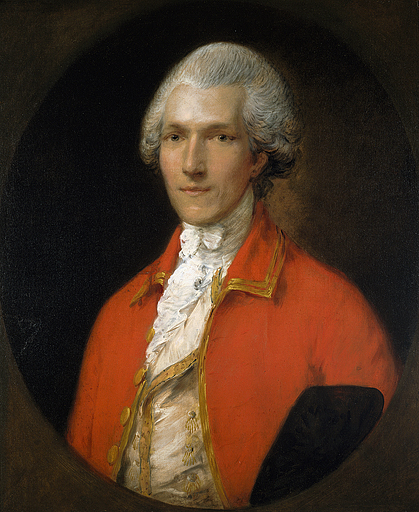
Benjamin Thompson (Gemälde von Thomas Gainsborough, 1783)

Sir Benjamin Thompson, seit 1792 Reichsgraf von Rumford (englisch Count Rumford) (* 26. März 1753 in Woburn, Provinz Massachusetts Bay; † 21. August 1814 in Auteuil bei Paris), war ein britischer Offizier, Politiker, Experimentalphysiker, Waffentechniker und Erfinder. Er hatte bedeutenden Anteil an der Weiterentwicklung der Wärmelehre.

## Frühe Jahre in Amerika und England

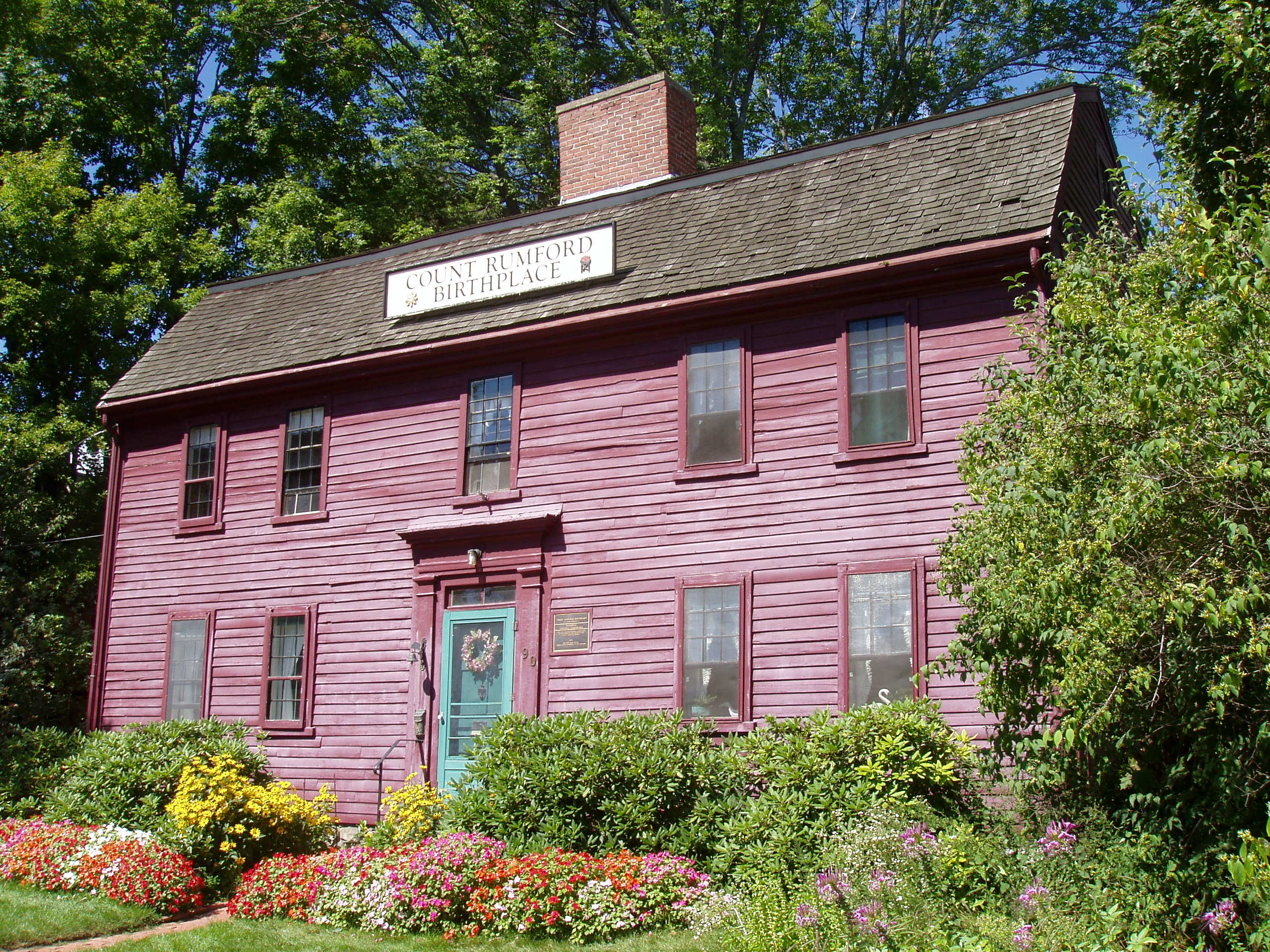
Thompsons Geburtshaus in Woburn, heute Museum

Thompson wurde als Sohn eines kleinen Farmers in dem Örtchen Woburn, etwa 15 km nordwestlich von Boston (heute im US-Bundesstaat Massachusetts), geboren. Sein Vater starb, als Thompson noch ein Kind war. Er besuchte die örtliche Dorfschule und ging mit 13 Jahren bei einem Kaufmann im nahegelegenen Salem in die Lehre. Er zeigte schon früh eine große Begabung und ein lebhaftes Interesse für Mathematik und Naturwissenschaften. Während eines Genesungsaufenthalts in Woburn 1769 führte er erste Experimente zur Erforschung der Wärme durch.
Thompson arbeitete dann bei einem Kaufmann in Boston und nach einem gescheiterten Versuch, sich zum Arzt ausbilden zu lassen, als Lehrer in Rumford in der Provinz New Hampshire, heute als Concord Hauptstadt des Staates New Hampshire. Gemeinsam mit dem später als Ingenieur bekannt gewordenen Loammi Baldwin (1744–1807) besuchte er physikalische Vorlesungen von John Winthrop (1714–1779), Professor für Mathematik und Naturphilosophie an der nahegelegenen Harvard University.
Sein sozialer Aufstieg begann, als er 1772 in Rumford Sarah Walker Rolfe (* 1739, † 19. Januar 1792) heiratete, eine dreizehn Jahre ältere, reiche Witwe aus angesehener Pfarrersfamilie. Mit ihr zog er nach Portsmouth, wo er zur örtlichen Oberschicht zählte. Das Ehepaar unterhielt enge gesellschaftliche Beziehungen zum Gouverneur der Kolonie, John Wentworth, der Thompson 1773 zum Major in der Miliz der Provinz New Hampshire machte. Thompsons Engagement für die englische Kolonialmacht zog ihm die Feindschaft der im Vorfeld des Amerikanischen Unabhängigkeitskrieges zunehmend revolutionär gesinnten Bevölkerungsmehrheit zu. Nachdem eine Volksmenge versucht hatte, sein Haus zu stürmen, verließ er im November 1774 seine Frau und die knapp zwei Monate alte Tochter und floh zu den britischen Truppen nach Boston. Dort war er für den britischen Oberkommandierenden, General Thomas Gage, tätig, den er unter anderem über die Stärke der bewaffneten Rebellen informierte, was ihm den Vorwurf der Spionage eintrug. Als er im Frühjahr 1775 nach Woburn zurückkehrte, wurde er vor Gericht gestellt, blieb jedoch unbestraft. Nach dieser Erfahrung machte er große Teile seines Vermögens zu Geld und verließ im Oktober 1775 endgültig seine Familie.
1776 reiste er an Bord eines britischen Kriegsschiffs von Boston nach England und überbrachte dem britischen Kolonialminister, Lord George Germain, Depeschen des nunmehrigen englischen Oberkommandierenden, General William Howe. Germain war so von Thompson beeindruckt, dass er ihm eine Anstellung im Kolonialministerium verschaffte. Thompson führte Versuche zur Sprengkraft von Schießpulver und zur Geschwindigkeit von Artilleriegeschossen durch, deren Ergebnisse weite Beachtung fanden, als er sie 1781 in den Philosophical Transactions der Londoner Royal Society veröffentlichte. Thompson wies nach, dass der verbreitete Glaube, leicht angefeuchtetes Schießpulver entfalte eine höhere Wirkung, unbegründet war. Außerdem entwickelte er ein Kommunikationssystem für Schiffe und verbesserte Schusswaffen.
1779 wurde Thompson Mitglied der Royal Society, 1780 Staatssekretär für die amerikanischen Kolonien. 1781 kehrte er nach Amerika zurück und stellte in New York eine Kavallerieeinheit auf, die „King’s American Dragoons“, als deren Kommandeur er im Frühjahr 1782 zum Oberstleutnant ernannt wurde und das Fort Huntington auf der Insel Long Island befehligte.

## Wirken in München

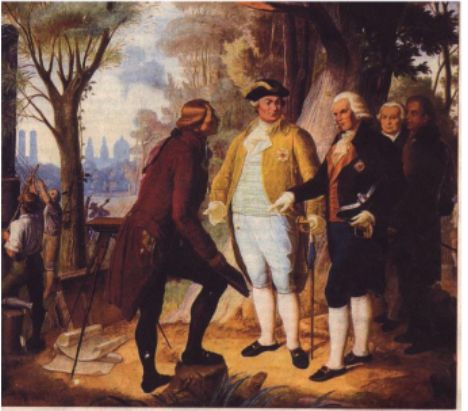
Rumford (rechts), mit Friedrich Ludwig von Sckell und Kurfürst Karl Theodor im Englischen Garten in München

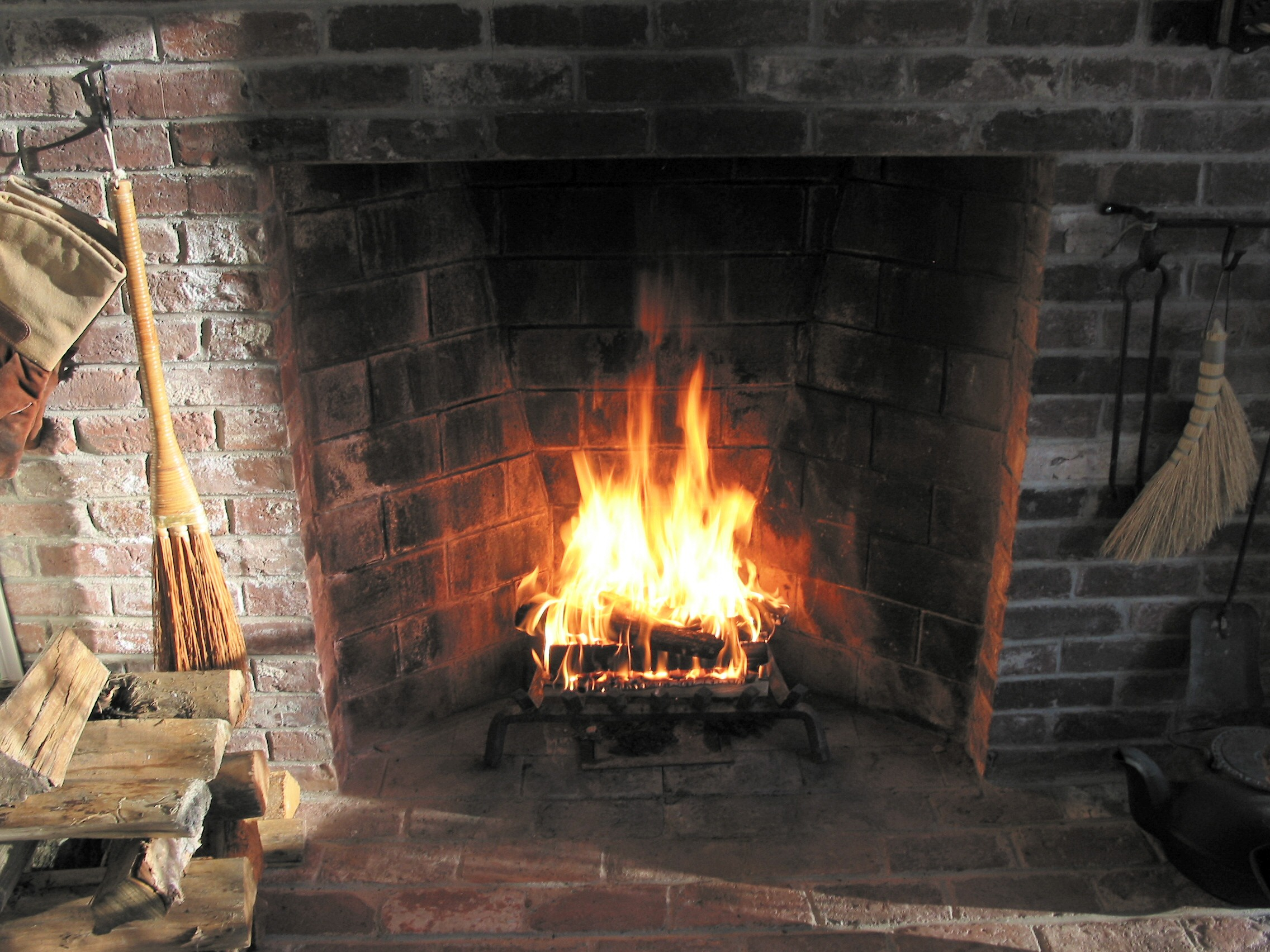
Offener Kamin nach Rumford

Anfang 1783, noch vor dem Friedensschluss, kehrte Thompson nach England zurück, wo er zwar zum Obersten befördert wurde, aber nach dem Ende des Unabhängigkeitskrieges keine Chancen mehr für die erhoffte glänzende militärische Laufbahn sah. Daher nahm er 1784 Urlaub und brach nach Wien auf, um in die Dienste von Kaiser Joseph II. zu treten, da er mit einem neuen Krieg gegen die Türken rechnete (Russisch-Österreichischer Türkenkrieg (1787–1792)).
Auf der Reise zog er in Straßburg die Aufmerksamkeit Maximilians, eines Verwandten und Erben des bayerischen Kurfürsten Karl Theodor, auf sich und kam auf diese Weise nach München, wo ihm der Kurfürst anbot, in seine Dienste zu treten. Nachdem Thompson sich in Wien vergewissert hatte, dass die dortigen Aussichten auf eine militärische Karriere nicht so gut waren wie erhofft, kehrte er nach London zurück, wo er offiziell seinen Abschied nahm und von König Georg III. zum Ritter geschlagen wurde.
In München wurde er zum Adjutanten und Kammerherrn ernannt und 1788 als Nachfolger von Johann Ernst Theodor von Belderbusch mit der Reorganisation der Bayerischen Armee beauftragt, die sich in einem desolaten Zustand befand. Insbesondere die gewöhnlichen Soldaten waren schlecht bezahlt, schlecht ernährt und schlecht gekleidet. Thompson ließ in jeder Garnison von den Soldaten Gärten anlegen, um ihre Lebensmittelversorgung zu verbessern, so auch in München auf dem Gebiet des heutigen Englischen Gartens. Er machte seine wissenschaftlichen Interessen für die Armeereform nutzbar, indem er Untersuchungen zur wärmedämmenden Wirkung von Uniformstoffen anstellte und eine wärmespeichernde Unterwäsche erfand.
1789 wurde auf Betreiben von Rumford in München eine höhere Schule für Jungen ins Leben gerufen. Sie war im Kolleggebäude des 1773 aufgehobenen Jesuitenordens in der Neuhauser Straße auf drei Etagen untergebracht. Rumford sorgte dafür, dass auch Nachwuchs aus unteren Schichten („die Talent und Genie verrathen“) die Chance hatten, aufgenommen zu werden. Dem Namen nach war es eine Militärakademie, es wurde aber ein über das Militärische hinausgehender Fächerkanon unterrichtet.
Über die Armut und das Elend der einfachen Soldaten wurde Thompson zum Sozialreformer. Um die Bettler von den Straßen zu entfernen, ließ er Armenhäuser, Schulen für Soldatenkinder, Arbeitshäuser und Manufakturen errichten und nutzte auch hier seine naturwissenschaftlichen Kenntnisse, um die Lebensumstände der Bevölkerung zu verbessern: Er erfand den Rumford-Herd, einen energiesparenden Küchenherd, der nur halb so viel Brennstoff verbrauchte wie die noch weithin üblichen offenen Herde. Beachtung fand auch seine Veröffentlichung On Chimney Fireplaces über die Verbesserung des offenen Kamins. Weiterhin entwarf er einen später als Rumfordofen bekannt gewordenen, verbesserten Kalkbrennofen.

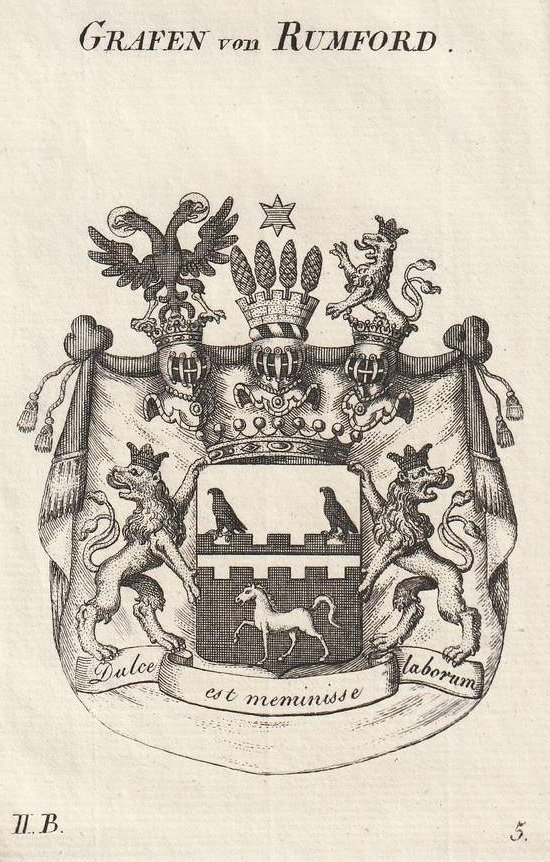
Wappen Thompsons als Reichsgraf von Rumford

Für Suppenküchen zur Speisung der Armen erfand er die Rumfordsuppe, ein billiges, aber nahrhaftes Eintopfgericht, das europaweite Verbreitung in der Armenfürsorge fand. Hauptbestandteil der Rumfordsuppe waren neben Erbsen und Graupen Kartoffeln. Sie wurden bislang von der bayerischen Bevölkerung misstrauisch abgelehnt, von Thompson aber als Volksnahrungsmittel propagiert. In den Suppenküchen kamen von Thompson entwickelte holzsparende Herde zum Einsatz mit ausgeklügelten und steuerbaren Rauchzügen und geschlossenen Backröhren. In seinen Schriften sind ausführliche Überlegungen zu energiesparenden Töpfen und Einfassungsringe für den Herd enthalten. Seine Kochherde sind auch für damalige Privathäuser belegt.
1789 begannen die Arbeiten zur Anlage des Englischen Gartens – einer der ersten und bis heute größten städtischen Parks im englischen Stil. Er wurde im Mai 1792 der Öffentlichkeit übergeben. Rumford plante, in den Park eine Musterlandwirtschaft als sogenannte Schweizerei und eine veterinärmedizinische Schule mit Tierklinik zu integrieren. Die dafür nötigen Neubauten wurden allerdings 1816 von Klenze gestoppt.
Aufgrund seiner Erfolge stieg Thompson über die Ränge Generalmajor, Generalleutnant und Oberkommandierender der Armee 1788 zum Kriegsminister und Polizeichef auf. 1785 war er bereits zum Ehrenmitglied der Kurbayerischen Akademie der Wissenschaften ernannt worden, 1789 wurde er in die American Academy of Arts and Sciences gewählt.
1791 sicherte sich Thompson vom Kurfürsten die Vollmacht für einen städtebaulichen Eingriff, der bei den Münchnern zunächst auf wenig Gegenliebe stieß: die Entfestigung im Bereich des Neuhauser Tores. Dort entstanden nach Plänen von Franz Thurn nach umfangreichen Abrissarbeiten die heutigen Umrisse des Karlsplatzes anstelle der Stadtmauer. Der Name Karlsplatz wurde von den Einheimischen nicht akzeptiert, dafür bürgerte sich der Begriff „Stachus“ ein.
Als der bayerische Kurfürst von März bis Juli 1792 während des Interregnums zwischen Leopold II. und Franz II. Reichsvikar des Heiligen Römischen Reiches war, erhob er Thompson am 9. Mai 1792 mit dem Titel „Graf von Rumford“ in den Reichsgrafenstand. 1795/96 hielt sich Rumford in London auf, wohin er auch seine Tochter aus Amerika einlud, und stiftete mit je 5.000 Dollar die Rumford-Medaille der Royal Society, deren erster Träger er 1800 selbst wurde, und den Rumford-Preis der American Academy of Arts and Sciences. Nach seiner Rückkehr nach München gelang es Rumford 1796 als Vorsitzender des Staatsrats (in Vertretung des geflohenen Kurfürsten), durch diplomatisches Geschick in Verhandlungen mit den Österreichern und den Franzosen die Stadt München vor Kriegszerstörung zu bewahren.

## Wissenschaftliche Leistungen

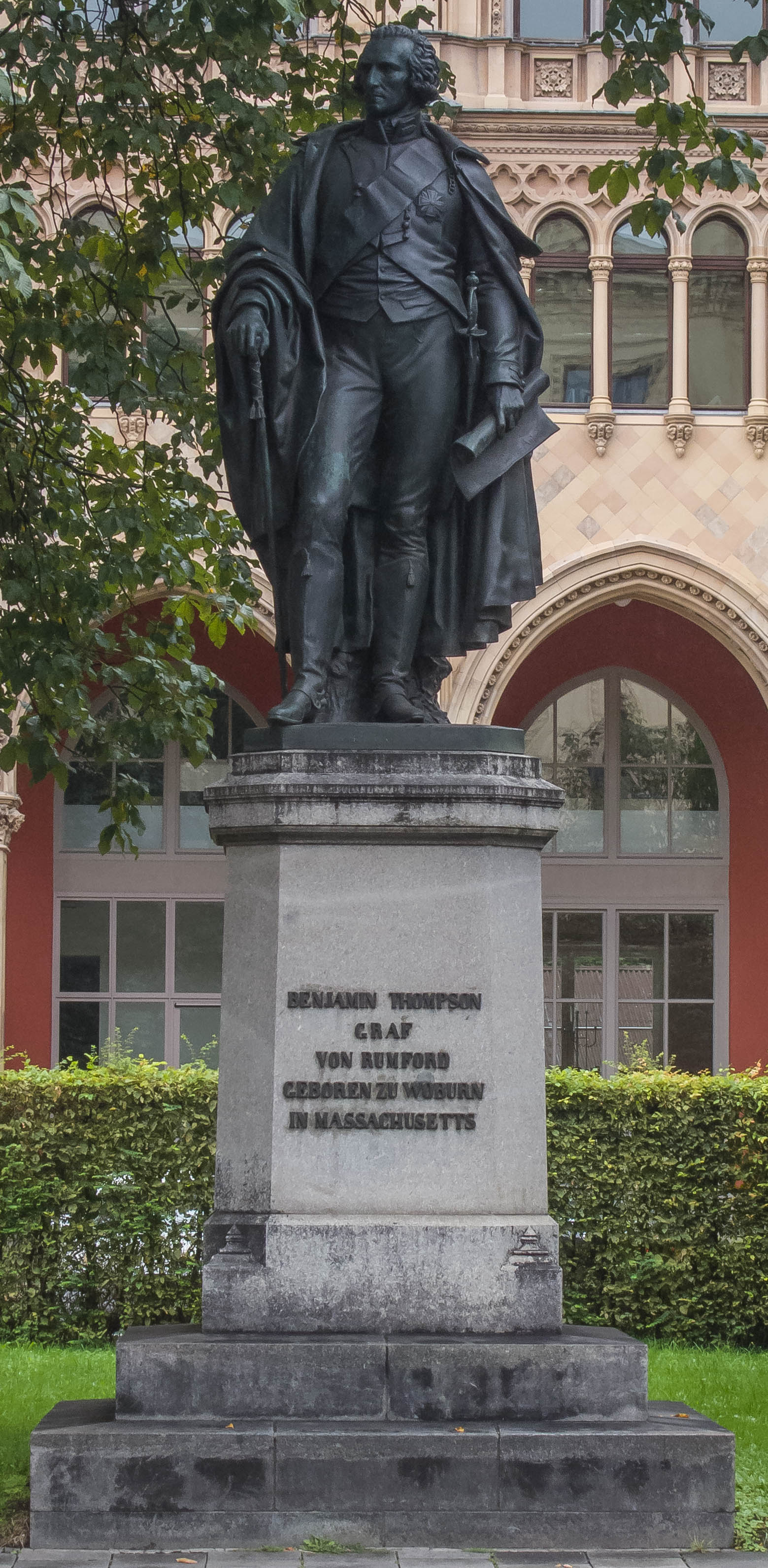
Bronzestandbild von Thompson (1866 von Caspar von Zumbusch) an der Maximilianstraße in München

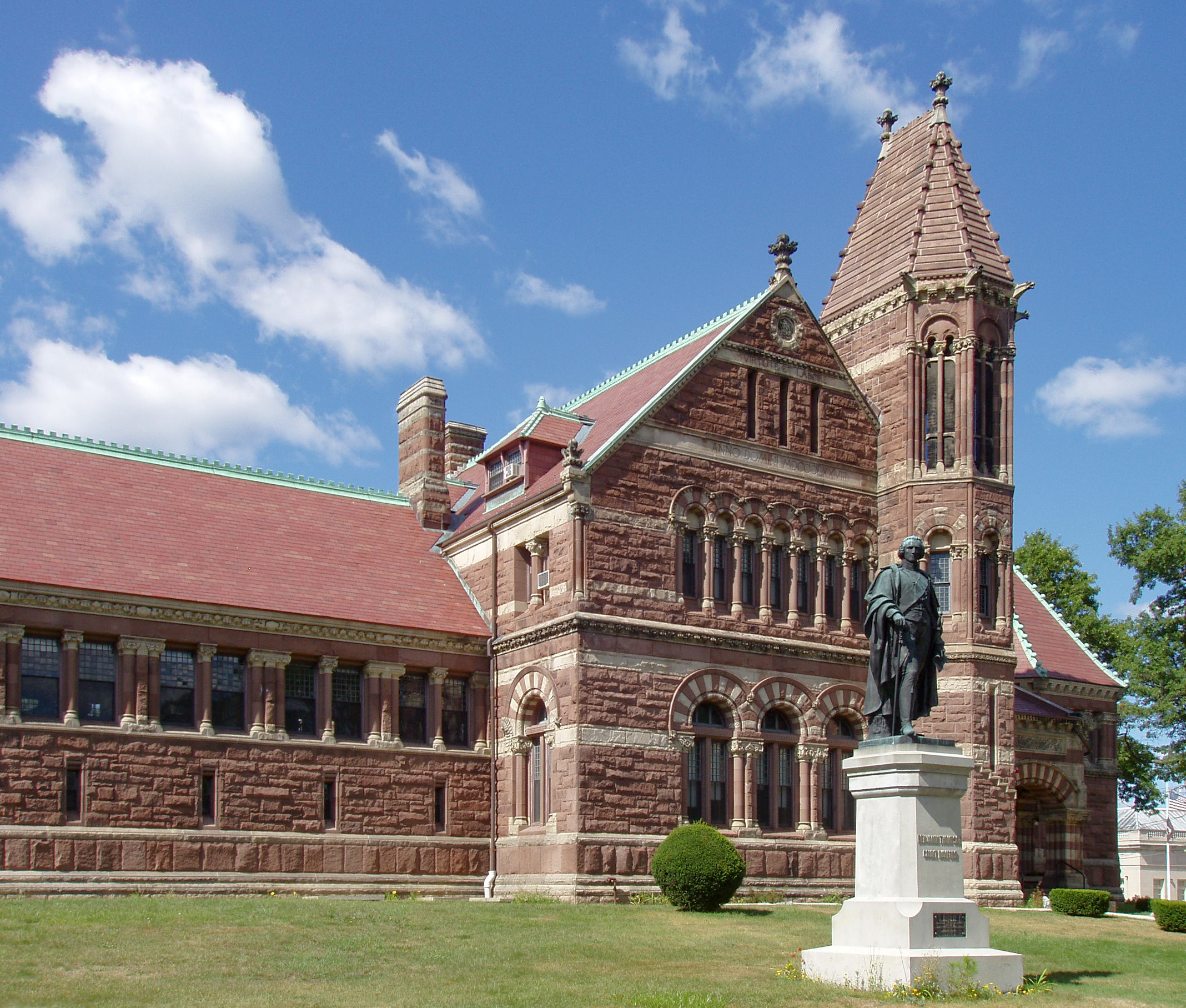
Kopie des Münchner Bronzestandbilds vor der Bibliothek in Woburn, Massachusetts

1792 erhielt Thompson die Copley-Medaille der Royal Society. Während seiner Zeit in München führte er seine wissenschaftlichen Versuche weiter. So nahm er die Experimente zur Messung der Explosionskraft von Schießpulver wieder auf und veröffentlichte die Ergebnisse am 4. Mai 1797 in einer Arbeit für die Royal Society. Insbesondere verfolgte er seine Forschungen zur Natur der Wärme weiter. Er entwickelte eine Methode zur Messung der spezifischen Wärme von Stoffen, für die aber Johannes Wicke Priorität beanspruchte, und untersuchte die wärmedämmenden Eigenschaften von Materialien wie Pelz, Wolle und Federn. Ihre Isolationsfähigkeit führte er zu Recht darauf zurück, dass sie die Luft einschließen und dadurch die Konvektion verhindern. Thompson kam aber auch zu der ebenso gewagten wie falschen Annahme, dass Gase keine Wärme leiten können, die er später auf Flüssigkeiten ausdehnte. Obwohl diese These damals messtechnisch nicht widerlegt werden konnte, stieß sie auf lebhaften Widerspruch, vor allem durch John Dalton und John Leslie.
Thompsons wissenschaftsgeschichtliche Bedeutung für die Entwicklung der Wärmelehre beruht aber hauptsächlich auf seinen berühmten Versuchen zum Kanonenbohren von 1798. In der kurfürstlichen Geschützgießerei wurde die Seele der gegossenen Bronzegeschütze mit stählernen Bohrern ausgebohrt. Die damit verbundene erhebliche Wärmeentwicklung erregte Thompsons wissenschaftliche Neugier und weckte bei ihm Zweifel an der damals allgemein anerkannten Stofftheorie der Wärme. Diese von Lavoisier 1787 formulierte Theorie postulierte die Existenz eines „Wärmeelements“ namens „Caloricum“, eines unsichtbaren, gewichtslosen, in den Körpern gebundenen flüssigkeitsartigen Stoffes.
Thompson maß die beim Bohren entstehende Wärme und stellte fest, dass die über einen längeren Zeitraum abgegebene Wärmemenge ausgereicht hätte, um in kurzer Zeit das Kanonenrohr zum Schmelzen zu bringen. Daraus schloss er, dass eine so große Menge an Wärme nicht im ursprünglichen Kanonenrohr gebunden sein konnte. Zudem blieb die beim Bohren erzeugte Wärme über einen beliebig langen Zeitraum und bei wiederholten Bohrvorgängen am selben Rohr gleich groß. Wurde lange genug gebohrt, konnte beliebig viel Wärme erzeugt werden. Die daraus abgeleitete Schlussfolgerung, dass mechanische Reibung eine unerschöpfliche Wärmequelle darstellt, widerlegte die Wärmestofftheorie, nach der die im Kanonenrohr gebundene und beim Bohren freigesetzte Wärme irgendwann hätte zur Neige gehen müssen. Thompson schloss aus seinen Versuchsergebnissen, dass Wärme kein Stoff sein könne, sondern eine Form von Bewegung sein müsse, und schuf damit die Grundlage für die moderne Theorie der Wärme als Energie und den Ersten Hauptsatz der Thermodynamik.
Thompson entwickelte verschiedene Geräte zur Erwärmung von Nahrungsmitteln und entdeckte zufällig mit seinen Küchengehilfinnen das Niedertemperaturgaren, da eine Hammelschulter, welche über Nacht in einem erloschenen Trockenkasten für Kartoffeln liegen blieb, einen perfekten Gargrad erreicht hatte.

## Letzte Lebensjahre

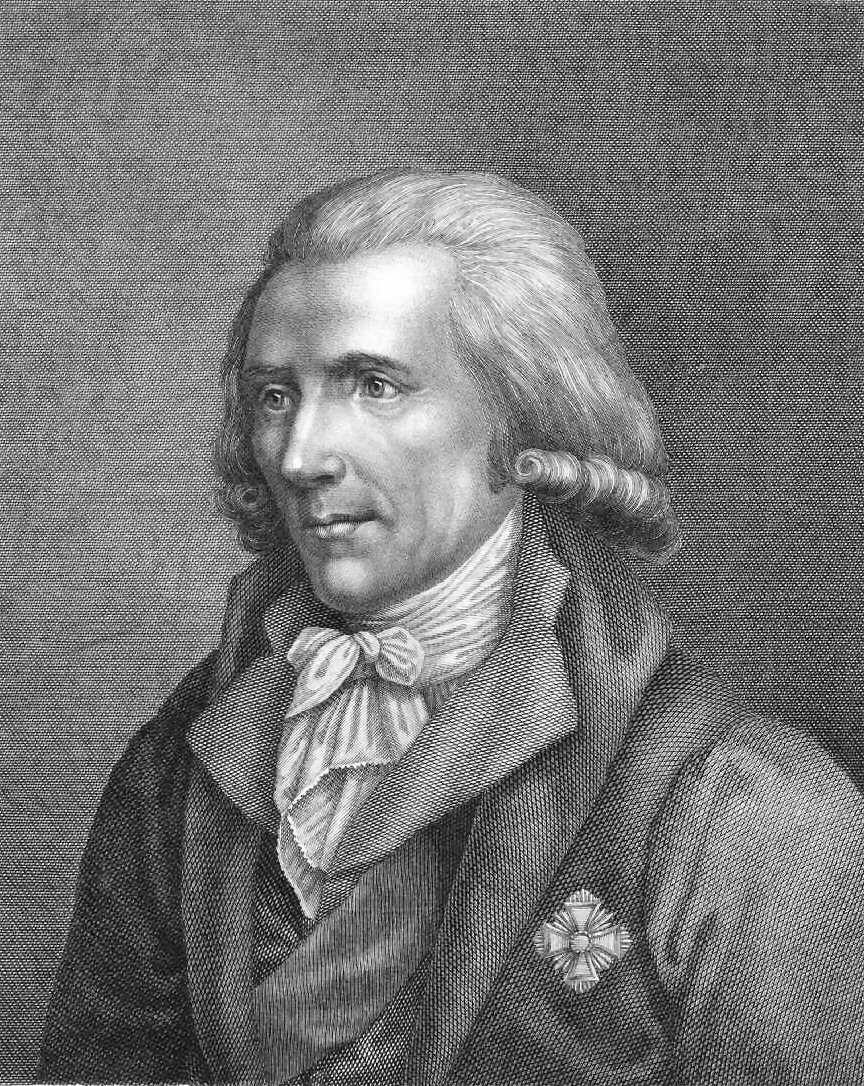
Benjamin Thompson

1799 sollte Rumford als bayerischer Gesandter an den britischen Hof gehen. Als britischer Untertan konnte er in dieser Funktion nicht akkreditiert werden, blieb aber als privater Agent der bayerischen Regierung in London. Aufgrund seiner Initiative wurde Anfang März 1799 die Royal Institution of Great Britain als Forschungs- und Ausbildungseinrichtung für angewandte Naturwissenschaften gegründet. Im April 1799 wurde ein Haus in der Albemarle Street, Mayfair, im Zentrum Londons gekauft. Rumford wurde der Sekretär der Institution, Thomas Garnett (1766–1802) war der erste Dozent und George Finch ihr erster Präsident. Als ihren ersten Direktor schlug Thompson Humphry Davy vor, mit dem es aber in der Folge zu erheblichen Reibungen kam.
Das Angebot des US-Präsidenten John Adams, in den Vereinigten Staaten eine Militärakademie aufzubauen und zu leiten (die spätere Akademie von West Point), verbunden mit der Ernennung zum Generalinspekteur der Artillerie, lehnte Rumford ab. 1801 wurde er zum Mitglied der Royal Society of Edinburgh und 1802 zum auswärtigen Mitglied der Göttinger Akademie der Wissenschaften gewählt. Im selben Jahr ging er nach Paris, wo er sich 1804 endgültig niederließ, Mitglied der Académie des sciences wurde und 1805 Marie Lavoisier heiratete, die wohlhabende Witwe des 1794 guillotinierten Chemikers Antoine Laurent de Lavoisier und selbst Chemikerin. Die Ehe verlief wenig glücklich; die Eheleute trennten sich schon 1807, und im Jahre 1810 wurde die Ehe geschieden. Rumford ließ sich in Auteuil bei Paris nieder, wo er sich weiter seinen Forschungen und Erfindungen widmete (unter anderem einer Kaffeemaschine nach dem Perkolator-Prinzip) und 1814 im Alter von 61 Jahren nach einem plötzlichen Fieberanfall starb. Er vermachte der Harvard University 50.000 Dollar, die damit 1816 den Rumford-Lehrstuhl für angewandte Physik und Mathematik einrichtete.
Rumfords Tochter Sarah (* 18. Oktober 1774, † 2. Dezember 1852), aus erster Ehe mit Sarah Walker Rolfe, war vermutlich die erste Amerikanerin, die den Titel einer Gräfin erbte. Thompson wurde 1814 auf dem Friedhof von Auteuil  (Cimetière d’Auteuil) in Paris beigesetzt.

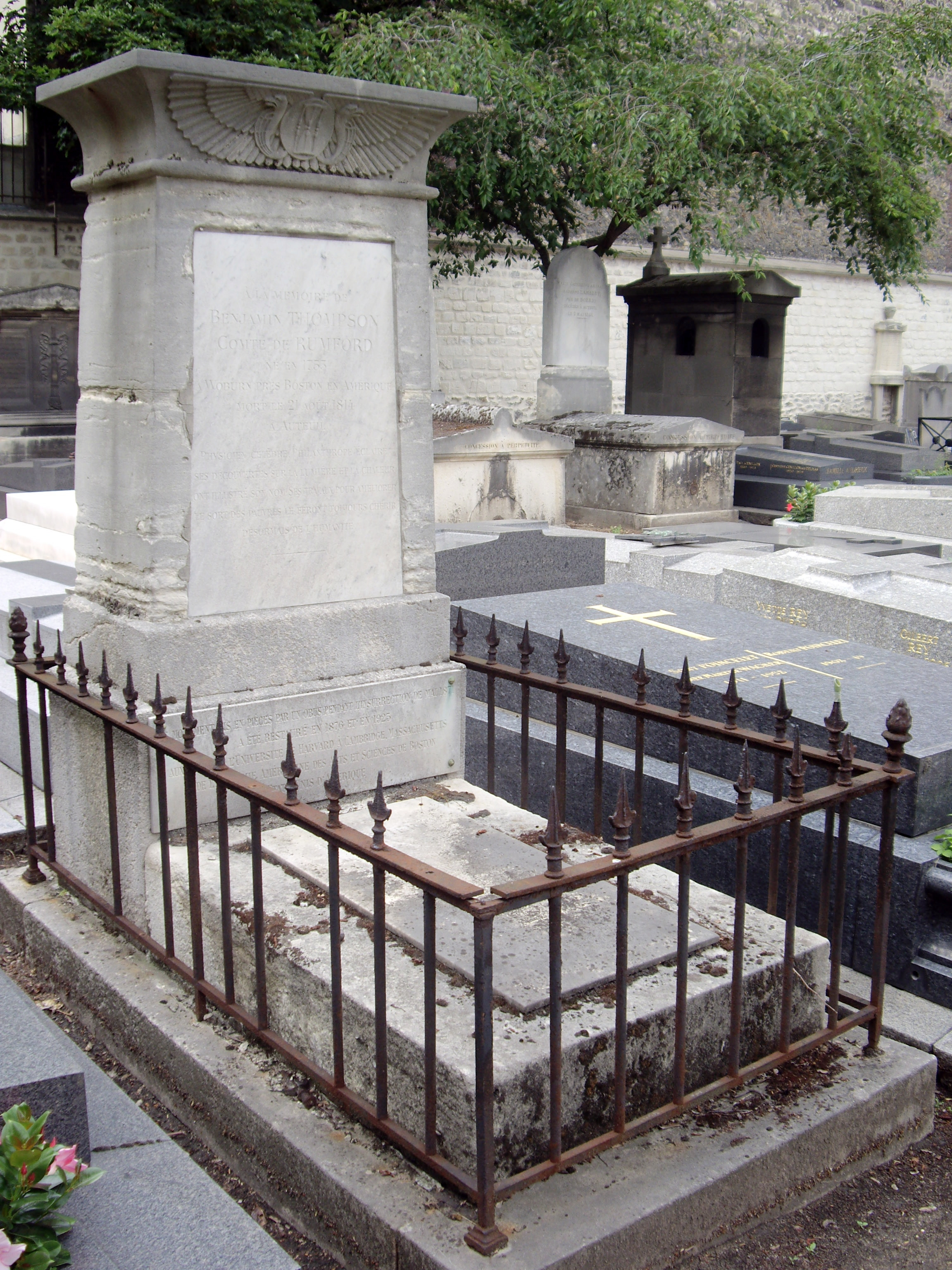
Thompsons Grab auf dem Cimetière d’Auteuil (Paris)

Thompson war ohne Zweifel eine schillernde, widersprüchliche Persönlichkeit: einerseits ein Frauenheld und Karrierist, der, ohne Rücksicht auf andere zu nehmen, auf sein eigenes Fortkommen bedacht war, andererseits durch sein Wirken in München ein Wohltäter der Menschheit, dazu ein Mann von aufrichtigem wissenschaftlichen Interesse, der trotz begrenzter theoretischer Kenntnisse durch seine praktische Genialität wichtige Impulse für die Fortentwicklung und die Nutzbarmachung der Physik gegeben hat.

## Ehrungen
Nach Rumford sind eine Straße im Münchener Gärtnerplatzviertel und das Rumfordhaus im Englischen Garten benannt, heute eine städtische Jugendfreizeiteinrichtung. Ebenfalls im Englischen Garten, am Südende, gibt es einen Gedenkstein, der an den Menschenfreund als Erschaffer des Gartens erinnert. In der Maximilianstraße steht sein von Caspar von Zumbusch geschaffenes Standbild. Seine Büste fand Aufstellung in der Ruhmeshalle. 1970 wurde der Mondkrater Rumford nach ihm benannt.

## Schriften (Auswahl)
- Recherches sur la chaleur. Paris 1804–1813.
- Recherches sur les bois et le charbon. Paris 1813.
- Essays political, economical and philosophical. 4 Bände, London 1796–1803; (deutsch: Weimar 1800–1805)
- Complete Works. Hrsg. von George E. Ellis, 5 Bände. London/Boston 1876.
- Thompson, Benjamin: Experiments on the Production of Dephlogisticated Air from Water with Various Substances. In a Letter from Sir Benjamin Thompson, Knt. F. R. S. to Sir Joseph Banks, Bart. P. R. S. Phil. Trans. R. Soc. Lond. January 1, 1787 77:84-124; doi:10.1098/rstl.1787.0015 (PDF; 6,4 MB)
- Thompson, Benjamin; Blagden, Charles: Experiments Made to Determine the Positive and Relative Quantities of Moisture Absorbed from the Atmosphere by Various Substances, under Similar Circumstances. By Sir Benjamin Thompson, Knt. F. R. S.; Communicated by Charles Blagden, M. D. Sec. R. S. Phil. Trans. R. Soc. Lond. January 1, 1787 77:240-245; doi:10.1098/rstl.1787.0022 (PDF; 717 kB)

## Film
Sir Benjamin Thompson, Ein Amerikaner wird bayerischer Minister, Ein BR-Dokumentarfilm von Bernhard Graf, 2014.